# Povijest Grčke
Povijest Grčke je povijest prostora današnje Republike Grčke, ali i naroda Grka od prapovijesti do danas. Grčka je jedna je od najstarijih država na svijetu s neobičnom i bogatom poviješću.

## Prapovijesna Grčka
Područje današnje Grčke naseljeno je od prapovijesti. Iz mlađeg kamenog doba najpoznatiji su arheološki nalazi iz Tesalije (Dimini, Sesklo) i s Krete.

### Egejska kultura
Egejska kultura je zajednička Civilizaciji Kiklada, Minojskoj (Kretskoj) i Helenskoj (Mikenskoj) civilizaciji koje su cvale u širem području Egejskog mora oko 2200. – 1200. pr. Kr. Preteča kulture stare Grčke.

### Minojska kultura
Oko 3000. pr. Kr. na Kreti je započelo bakreno doba, a oko 2600. pr. Kr. i brončano doba, čime započinje razdoblje minojske kulture. Vladari iz Knossosa su u 16. st. pr. Kr. ujedinili plemena Krećana pod samostalnu vlast. Živjeli su mirno, bez straha od neprijatelja jer su imali dobro državno uređenje i jaku mornaricu; gradove i naselja nisu opkoljavali sa zidinama. Također nisu gradili hramove nego su žrtve božanstvima prinosili pod vedrim nebom.
Gradovi Knossos, Akrotiri (Thera) i Festoss svjedoče o urbanom (sofisticiranom, moćnom i centraliziranom) društvu pod utjecajem istoka (posebice Egipta). Oni su imali karakteristično asimetričnu, ali geometrijsku osnovu, zanimljivo zidno slikarstvo i bogatu keramiku.

### Mikenska kultura
Oko 1900. pr. Kr. započinje doseljavanje grčkih plemena (Ahejci), koja pod utjecajem s Krete stvaraju na Peloponezu Mikensku kulturu. Vrhunac joj je bio oko 1600. – 1100. pr. Kr., a glavni centri ove kulture su gradovi: Mikena, Tyrins i Arg. Za razliku otmjenosti, otmjenosti i lakoći kojom odiše kretska kultura, mikenska kultura (nazvana po glavnom gradu na Peloponezu – Mikeni), odiše snagom, čvrstinom i stabilnošću. U Mikenskim grobnicama pronađene su mnoge dragocjenosti, među kojima: mačevi sa zlatom okovanim drškama, zlatni pehari, prstenje i ukrasi za odjeću i neobične zlatne posmrtne maske.

### Prijelazno doba
U drugoj polovici 1. tisućljeća pr. Kr. dolazi do nove doseobe grčkih plemena Eonjana, Jonjana i Dorana, koji predindoeuropskom stanovništvu (Pelazgi) nameću svoj jezik i postupno se stapaju preuzimajući brojne kulturne sastavnice. Seoba Dorana i njihovo osvajanje Peloponeza, prilikom kojeg je uništena mikenska civilizacija, u tradiciji je poznata pod nazivom povratak Heraklovića, jer su svojim pretkom proglasili ahejskog mitskog junaka Herakla. Ti događaji korespondiraju s početkom obrade željeza (željezno doba).
U prijelazno doba (oko 1000. – 800. pr. Kr.) dolazi do nastanka polisa ili gradova država, tipičnog oblika političke organizacije u kasnijim razdobljima, kao i do kolonizacije egejske obale Male Azije.

## Stara Grčka

### Arhajsko razdoblje (oko800.–480. pr. Kr.)
U arhajsko doba dolazi do značajne kolonizacije na obalama Sredozemnog (Sicilija, Korzika, južna Italija ili Magna Graecia, južne Francuske i istočne Španjolske), Mramornog i Crnog mora te stupanjem u tijesne veze s itočnjačkim razvijenim civilizacijama. Ujedno se dovršava formiranje polisa i njihovo definitivno razgraničavanje u samoj Grčkoj, kao i zameci budućih makropolitičkih formacija. Tako Sparta uspijeva nametnuti svoju hegemoniju većim dijelom Peloponeza (mesanijski ratovi od 740. – 720. pr. Kr. i 660. – 640. pr. Kr.; stvaranje Peloponeskog saveza oko 550. pr. Kr.), a Atena uspijeva sjediniti pod svojom vlašću cijelu Atiku.
U istom razdoblju dolazi i do obaranja monarhija u većini polisa, te stvaranja oligarskog (npr. u Korintu), demokratskog (najpoznatiji u Ateni) ili aristokratskog poretka (najpoznatija Sparta), prekidanih čestim vladavinama tirana (npr. Pizistrat u Ateni; Perijander u Korintu i dr.). Dolazi i do jačanja novčanog gospodarstva i do kodifikacije običajnog prava; najpoznatiji zakonodvaci su Drakon (621. pr. Kr.) i Solon (594. pr. Kr.) u Ateni, te Likurg u Sparti (8. stoljeće pr. Kr.).
U posljednjim desetljećima arhajskog razdoblja dolazi do sukoba s Perzijskim Carstvom (jonski ustanak od 500. – 494. pr. Kr., i grčko-perzijski ratovi od 490. – 480. pr. Kr.) s Kartagom i Etruščanima, koji su svi uspješno okončani.

### Klasično razdoblje (480.–336. pr. Kr.)
Klasično ili zlatno doba stare Grčke karakterizira vrhunac kulturnog i gospodarskog razvoja Stare Grčke, nastavak sukoba s Perzijskim Carstvom (do povoljnog Kraljevskog mira 387. pr. Kr.), te sukobi između najmoćnijih grčkih država Atene, Sparte i Tebe (Peloponeski rat od 431. – 404. pr. Kr. te rat Sparte i Beotskog saveza 371. pr. Kr.).
Potkraj razdoblja u sukobe u Grčkoj upleće se Makedonija, te je makedonski kralj Filip II., pobjedom kraj Henoreje (338. pr. Kr.), nametnuo grčkim polisima makedonsku hegemoniju, čime zapravo prestaje njihova nezavisnost.

### Helenističko razdoblje (336.–146. pr. Kr.)
Helenističko razdoblje karakterizira politička premoć Makedonije, te širenje grčke kulture na istok zahvaljujući osvajanjima makedonske vojske Aleksandra Velikog, ali i intenzivan prodor istočnjačkih utjecaja u grčku kulturu i umjetnost.
Nakon makedonskog poraza od Rimljana kraj Kinoskefale (197. pr. Kr.) dolazi do stvaranja dvaju saveza grčkih državica (ahajski i etolski savez) koji se upleću u borbe Rima protiv Kartage (Punski ratovi), te Makedonije i helenističkih država na Bliskom istoku. Razdoblje je završilo porazom obiju tvorevina i pretvaranjem Grčke u rimsku provinciju (146. pr. Kr.).

## Rimsko razdoblje
U rimskom razdoblju (od 146. pr. Kr. do početka 6. st.), iako dolazi do širenja grčke kulture na Rim i do njihova stapanja, grčke zemlje gube političko značenje i gospodarski slabe. Tijekom 1. stoljeća započinje širenje kršćanstva (dovršeno formalnim zabranama poganskih kultova potkraj 4. st. te ukidanjem atenske Akademije 529. god.).
Podjelom Rimskog Carstva 395. god. Grčka dolazi pod vlast njegova istočnog dijela te dalje slijedi njegovu političku sudbinu. Grčko stanovništvo se sve više miješa s romaniziranim i neromaniziranim balkanskim narodima, a tijekom doseobe naroda u Grčku se naseljavaju i brojne slavenske skupine. Unatoč miješanjima, Grci su se uspjeli etnički održati i asimilirati navedene skupine.

## Bizantsko razdoblje
U srednjovjekovnom razdoblju (početak 6. st. do 1460. god.) grčke zemlje su bile sastavni dio Bizantskog Carstva.
Nakon Četvrtog križarskog rata (1204.) dolazi do podjele Grčke na niz državica pod bizantskom (Epirska Despotovina, Nicejsko Carstvo i Trapezuntsko Carstvo), križarskom (Latinsko Carstvo), mletačkom ili genoveškom vlašću, a to će stanje potrajati do turskih osvajanja posljednjeg ostatka bizantske vlasti na Peloponezu (Morejska Despotovina sa sjedištem u Mistri) 1460. god.

## Tursko razdoblje (1460.–1821.)
Turska vladavina u Grčkoj obilježena je gotovo trajnim ratovanjem turskih i kršćanskih (u prvom redu mletačkih) vojnih postrojba na grčkom prostoru. Turci su postupno do 1540. god. zauzimali preostala mletačka i genoveška uporišta u Grčkoj (Arg, Negropont, Pteleon, Lepant, Modon, Koroni, Nafplion, Monemvasia) te Rod(os) (1522.). God. 1566. zauzeto je posljednje genoveško uporište Hij (Khios), te mletačko Naksos. God. 1571. Mlečani su izgubili i Cipar, a 1669. god. i Kretu.
Privremeni mletački uspjesi u tzv. Morejskom ratu doveli su do uspostavljanje njihove vlasti nad većim dijelom Peloponeza, no oni su ubrzo poništeni idućim ratom (1797.).
Stalno stanje nesigurnosti utjecalo je na pojačanu emigraciju grčkog stanovništva u južnu Italiju, na Siciliju i jonske otoke. Ujedno se u plodne dijelove Grčke naseljavaju turci Juruci i useljenici iz Anadolije, a starosjedilačko stanovništvo potiskuje se u brdske krajeve Makedonije, Tesalije,Epira, središnje Grčke i Peloponeza.
Slabljenjem turske središnje vlasti i jačanjem lokalne turske aristokracije dolazi do jačanja hajdučkog pokreta (klefti). S druge strane mnogi su Grci surađivali s turskim vlastima, osobito oni nastanjeni u carigradskoj četvrti Fanari, te zauzimali visoke položaje u turkoj upravi ili stekli znatna bogatstva trgujući diljem Osmanskog Carstva.
U održavanju protuturskog raspoloženja značajnu ulogu je imala i Pravoslavna crkva koju je podržavala Rusija želeći iskoristiti protuturske pokrete na Balkanu za svoje političke interese. Kao rezultat nezadovoljstva turkom vlašću i promidžbene djelatnosti Rusije, izbijali su tijekom 18. st. mnogobrojni ustanci, od kojih je najvažniji bio onaj na Peloponezu 1770. godine. Iako su ustanci krvavo ugašivani, nastavljen je oslobadilački pokret predvođen pjesnikom F. K. Rigasom (smaknut 1798.) i učenjakom A. Koraisom.

### Grčki rat za neovisnost (1821. – 1829.)
God. 1814. Alexandros Ypsilantis osnovao je u ukrajinskom gradu Odesi revolucionarno društvo Philikē Hetaireia (Heterija). Ypsilantis je u ožujku 1821. god. upao s 2000 ljudi u tursku Moldaviju te podigao neuspješan ustanak u Iaşiju.
U travnju iste godine na Peloponezu je izbio ustanak pod vodstvom arhiepiskopa Germanosa, koji se ubrzo proširio na ostale grčke krajeve te je uskoro oslobođena čitava srednja i južna Grčka, čime je započeo rat za neovisnost. Taj se rat (1821. – 1829.) odvijao u nekoliko etapa: 
1. U prvome razdoblju (1821. – 1824.) ustanici su, potpomognuti europskim dobrovoljcima i potporom velikih sila, postigli značajne uspjehe te u siječnju 1822. god. na saboru u Epidauru proglasili neovisnost, donijeli ustav i osnovali vladu.
2. U drugom razdoblju (1824. – 1827.) nedisciplinirana grčka vojska, razjedinjena političkim sukobima među ustaničkim vođama, počinje doživljavati poraz za porazom u sukobu s turskim postrojbama i pojačanjima koje im je poslao egipatski paša Mehmed Ali. Na kraju, Turci osvajaju gotovo čitavu kopnenu Grčku.
3. U trećem razdoblju (1827. – 1829.) dolazi do otvorenijeg miješanja velikih sila (Rusija, Engleska i Francuska). Nakon što je pred njihovim pritiskom sabor u Trezenu u ožujku 1827. god. izglasao novi ustav i izabrao predsjednika vlade, grofa Capodistriasa, velike sile su uputile Turskoj zahtjev da Grčkoj prizna autonomiju. Nakon odbijanja Porte da to učini saveznička flota je u listopadu 1827. god. porazila tursko-egipatsku mornaricu kod rta Navarina (Bitka kod Navarina). Rusija je također ušla u rat te prisilila Tursku mirom u Drinopolju (1829.) priznati neovisnost Grčke.

## Kraljevina Grčka
Moderno razdoblje Grčke povijesti traje od 1829. god. do danas.
Londonskim ugovorom u svibnju 1832. god. Grčka je proglašena kraljevstvom, a prvim kraljem je postao bavarski princ Otto von Wittelsbach, kao Grčki kralj Oton I. (1832. – 1862.). Sljedeće godine (1833.) Atena je proglašena prijestolnicom. Nastavljene unutarnjo-političke borbe, poticane od velikih sila, kulminirale su rujanskim ustankom u Ateni 1843. god., te je kralj Oton bio prisiljen donijeti novi ustav kojim je uspostavljen dvodomni parlament.
God. 1862. izbila je vojna pobuna u Nauplionu, koja se ubrzo proširila na druga mjesta, te je Oton I. svrgnut, a na njegovo mjesto, pod utjecajem Engleske, Francuske i Rusije, postavljen je danski kraljević Vilim kao kralj Đuro I. (1863. – 1913.). Engleska je ujedno Grčkoj predala jonske otoke, koje je držala od razdoblja ratova protiv Napoleona. God. 1864. donesen je novi ustav i ponovno je uspostavljen parlament. Upletanje Grčke na ustanak na Kreti (1866.) spriječili su Engleska i Francuska.
Vanjsko-političke prilike postale su povoljnije izbijenjem rusko-turskog rata (1877. – 1878.) te je na Berlinskom kongresu (1878.) Turska bila prisiljena Rusiji predati Tesaliju i dio Epira. Prilikom izbijanja novog ustanka na Kreti (1896.) Grčka je uputila svoje postrojbe na otok i anektirala ga, čime je izazvan grčko-turski rat u kojem su Grci doživjeli neuspjeh. Unatoč tome, pod pritiskom velikih sila postignut je kompromis te je mirovnim ugovorom Kreta dobila samo autonomiju pod nominalnim suverenitetom Osmanskog Carstva. Samo godinu dana poslije (1898.) turske su postrojbe, pod engleskim pritiskom, povučene s otoka te je osnovana nacionalna vlada, a kao visoki predstavnik određen je grčki kralj Đuro.
Sudjelovanjem u I. i II. balkanskom ratu (1912. – 1913.) Grčka je ostvarila proširenja u Makedoniji i Traciji, te pripojila Kretu i egejske otoke (osim Imbrosa, Ténedosa i Dodekaneza).

### Grčka u I. svjetskom ratu
Konstantin I. (1913. – 1917., 1920. – 1922.), pronjemački usmjeren, pokušavao je izbjeći ulaz Grčke u I. svjetski rat na strani Antante. God. 1916. politički vođa panhelenističkog pokreta Eleuterios Venizelos, uz potporu Antante, uspostavio je vladu u Solunu, a postrojbe Antante okupirale su neke dijelove Grčke.
Grčka je u lipnju pristupila Antanti i objavila rat Centralnim silama, a kralj Konstantin ubrzo je prinuđen abdicirati u korist sina Aleksandra (1917. – 1920.).

### Grčka između dva svjetska rata
Mirom u Neuillyju s Bugarskom (1919.) i Sèvresu s Turskom (1920.) došlo je do novih teritorijalnih proširenja u korist Grčke (Južna Makedonija i Tračka, otoci Imbros i Ténedos te petogodišnji mandata nad Smirnom i okolicom). Usprkos tim uspjesima, Venizelosova vlada je poražena na izborima i nakon Aleksandrove smrti na prijestolje se vratio Konstantin I.
Turska je ubrzo odbacila nepravedni Sèvreski mir te je izbio novi grčko-turski rat 1919. – 1922. Konstantin I. je 1922. god. zbačen s prijestolja vojnim udarom generala Plastirasa, te je na prijestolje postavljen Đuro II. (1922. – 1924., 1935. – 1947.). U ratu s Turskom Grčka je pretrpjela odlučan poraz pa je novim mirovnim ugovorom u Lausannei (1923.) bila prinuđena vratiti istočnu Traciju i Smirnu iz kojih je protjerano oko 1 400 000 Grka.
Razdoblje od 1922. do 1936. god. obilježeno je sukobima monarhista i republikanaca, te mnogobrojnim vojnim udarima: 1924. god. proglašena je republika, a 1935. vojnim udarom generala Joannisa Metaxasa obnovljena je monarhija.
God. 1934. Grčka je sklopila s Turskom, Jugoslavijom i Rumunjskom Balkanski pakt usmjeren protiv Bugarske. God. 1936. Metaksas raspušta parlament i zavodi fašističku diktaturu (1936. – 1941.).

### Grčka u 2. svjetskom ratu
Izbijanjem Drugog svjetskog rata Italija je Grčkoj uputila ultimatum da joj ustupi uporišta na svojem teritoriju. Kada je to odbijeno, Italija je potkraj listopada 1940. god. iz Albanije započela operacije protiv Grčke. Nakon početnih talijanskih uspjeha, Grci su ih u protunapadu potisli iz Grčke te čak zauzeli približno trećinu Albanije.
U ožujku 1941. god. talijanska vojska je započela novi napad, a u Bugarsku su pristigle njemačke postrojbe za intervenciju u Grčkoj. One su u travnju pojačane postrojbama uključenjim u kratkotrajni rat protiv Kraljevine Jugoslavije te brzom akcijom prisilile Grčku na kapitulaciju.
Pod talijanskom i njemačkom okupacijom u Grčkoj je djelovalo nekoliko ustaničkih skupina od kojih je najznačajnija bila Grčka narodnooslobadilačka fronta (Ethnikos Apeleftherotikon Metopon, ili skraćeno EAM) sa svojom Narodnooslobodilačkom vojskom (Ethnikos Laikos Apeleftherotikon Stratos, ili skr. ELAS), i do ljeta 1944. god. oslobodile su velik dio zemlje, iako nisu prerasle okvire gerilskog ratovanja.

### Grčki građanski rat
Dana 20. svibnja 1944. god. predstavnici emigrantske vlade, oslobodilačkih pokreta i političkih stranaka osnovali su u Bejrutu koalicijsku vladu nacionalnog jedinstva pod predsjedništvom Georgiosa Papandreua. U rujnu 1944. god. vlada je nakon iskrcavanja britanskih postrojbi prešla u Grčku. Sporazumom u Varkizi (12. veljače 1945.) vlada se sporazumjela s EAM-om da se formacije ELAS-a raspuste te da se budući oblik vladavine odredi plebiscitom. Plebiscit je uz pritisak Velike Britanije proveden u rujnu 1946. god. i obnovljena je monarhija.
Pripadnici ELAS-a, koji su odbili da se razoružaju, pod vodstvom generala Markosa Vafiadisa započeli su ratovanje protiv britanskih postrojba i vlade. U kolovozu 1947. god. proglašena je republika, a u prosincu uspostavljena privremena vlada. Iako su u pokretu prevladavali komunistički elementi, velik dio boraca se pridružio pokretu potaknut obećanjima o obustavi socijalnog i nacionalnog ugnjetavanja (egejski Makedonci, epirski Albanci) koje je provodila rojalistička vlada. Otpor ustanika (koji su se organizirali kao Demokratska armija Grčke, skr. DAG) ugušen je nemilosrdnim terorom rojalističkih i britanskih postrojba (koji su pouprli i bivši profašistički odredi EDES-a) nakon što su velike sile (u prvom redu Velika Britanija i SSSR) postigle međusobni sporazum o podjeli interesnih sfera na Balkanu. U međuvremenu je smrću kralja Đure II. na prijestolje stupio njegov brat Pavao I. (1947. – 1964.).

## Moderno razdoblje
U razdoblju 1950-ih i 1960-ih, Grčka se uz pomoć SAD-a brzo razvijala. Marshallov plan je omogućio pomoć i kredite koji su razvili turistički sektor. God. 1967. grčka vojska je izvela državni udar zbacivši s vlasti vladu premijera Kanellopoulosa i ustanovila vlast vojne hunte (1967. – 1974.), poznate kao "Pukovnički režim". NATOva Organizacija "LOK" je učestvovala u ovom vojnom udaru, kao i američka CIA (za koji se kasnije ispričao predsjednik Bill Clinton). God. 1973., vojna vlada je ukinula monarhiju i nakon drugog državnog udara 1974. zbačen je diktator George Papadopoulos, a pukovnik Dimitrios Ioannides je postao novim predsjednikom države. Njega drže odgovornim za državni udar protiv predsjednika Makarios a na Cipru koja je prethodila turskoj invaziji 1974. god.Nakon krvavo ugušene pobne na Atenskom politehničkom fakultetu došlo je do raspada vojnog režima. Političar u izgnanstvu, Konstantinos Karamanlis, vratio se iz Pariza i postao premijer prijelazne vlade od 23. lipnja, 1974. te kasnije pobijedio izborima osvojivši dva mandata svojoj Konzervativnoj stranci Nea Dimokratia. Dana 14. kolovoza, 1974., grčka vojska se povukla iz NATO saveza u protestu protiv turske okupacije sjevernog Cipra.
God. 1975., nakon referenduma kojim je vraćen na vlast kralj Konstantin II., ustanovljena je i demokratski republikanski sustav. Andreas Papandreou, još jedan ranije prognan političar, vratio se u zemlju i osnovao socijalističku stranku PASOK, koja je pobijedila na izborima 1981. god. i od tada dominirala političklom scenom skoro dva desetljeća.
Od ponovne uspostave demokracije, stabilnost i gospodarski prosperitet Grčke je bio zavidan. Grčak je ponovno primljena u NATO 1980. god. Grčka je pristupila Europskoj uniji 1981. god. i prihvatila je euro kao valutu 2001. god. Nova infrastruktura, fondovi od EU i rastući prihodi od turizma, brodoprometa, telekomunikacija i lake industrije učinili su da Grci imaju najveći standard života do sada. Još uvijek postoje neriješena pitanja između Grčke i Turske oko Cipra, kao i oko granica u Egejskom moru. Odnosi su donekle popravljeni nakon obostrane pomoći zbog katastrofalnih potresa, najprije u Turskoj, a potom u Grčkoj.